# Nototriche bicolor
Nototriche bicolor är en malvaväxtart som beskrevs av Ferdinand Albin Pax. Nototriche bicolor ingår i släktet Nototriche och familjen malvaväxter. Inga underarter finns listade i Catalogue of Life.